# Wangels
Wangels è un comune di 2 224 abitanti dello Schleswig-Holstein, in Germania.
Appartiene al circondario dell'Holstein Orientale (targa OH) ed è parte della comunità amministrativa (Amt) di Oldenburg-Land.